# Bothell
Bothell – miasto w Stanach Zjednoczonych, w stanie Waszyngton, położone w dwóch hrabstwach King i Snohomish. W 2000 roku liczyło 30 150 mieszkańców.